# Prix Robert-Lafont
Le prix Robert-Lafont (en catalan et en occitan : Prèmi Robèrt Lafont) a été institué en 2010 par le département de la Culture de la Généralité de Catalogne. Il est destiné à reconnaître et récompenser les personnes ou les institutions qui se sont distinguées dans la défense, la diffusion et la promotion de la langue occitane. 
Le prix porte le nom du linguiste, historien, poète, romancier, dramaturge et militant culturel et politique occitan Robert Lafont, l'un des idéologues du mouvement occitaniste.

## Historique
Il est institué en 2010, initialement dans le cadre des prix Pompeu Fabra, puis un ordre de la Généralité publié dans le journal officiel du 2 décembre 2011
 dote le prix Robert-Lafont de son propre règlement, réaffirmant ainsi son caractère unique et son identité. Le caractère biennal du prix est fixé en 2013.
De nouvelles modifications interviennent en 2018.

## Lauréats
| Édition | Année | Défense, diffusion et promotion de l'occitan  |
| ------- | ----- | --------------------------------------------- |
| Ire     | 2010  | Pierre Bec                                    |
| IIe     | 2012  | Philippe Gardy                                |
| IIIe    | 2014  | Jacques Taupiac                               |
| IVe     | 2016  | Fondation du musée ethnologique du Val d'Aran |
| Ve      | 2018  | Georg Kremnitz                                |
| VIe     | 2020  | Frederic Vergés Bartau                        |
| VIIe    | 2022  | Xavier Lamuela et Lissa Escala                |

En 2010, Pierre Bec est récompensé pour son travail comme occitaniste, président durant 18 ans de l'Institut d'études occitanes et spécialiste en littérature et dialectologie occitane et romaniste.
En 2012, le prix est attribué à Philippe Gardy, professeur de littérature occitane à la université Paul-Valéry de Montpellier Felip Gardy. Par ce prix, on reconnait sa contribution essentielle à la préservation et la diffusion des valeurs de la langue occitane et de son patrimoine écrit dans les domaines de la science et de la création littéraire,.
En 2014, Jacques Taupiac reçoit le prix,. Le jury a souligné son parcours dans l'étude, la recherche et le soutien de la langue occitane en général et spécialement en relation avec le Val d'Aran. Il a également souligné son engagement dans la défense de l'unité de la langue occitane et son action pour actualiser la grammaire occitane de Louis Alibert.
En 2016, le prix est attribué à la Fondation du musée ethnologique du Val d'Aran,.
En 2018, le prix est attribué au linguiste et romaniste allemand Georg Kremnitz, pour sa longue carrière consacrée à l'étude et la défense de la langue occitane.
En 2020, le prix distingue Frederic Vergés Bartau qui a été pionnier pour l'enseignement de l'aranais dans le Val d'Aran dans les années 70,.